# Montvale
Pour l’article homonyme, voir Montvale Hotel.
Montvale est une ville américaine située dans le comté de Bergen dans l’État du New Jersey. En 2010, sa population était de 7 844 habitants.

## Source de la traduction
- (en) Cet article est partiellement ou en totalité issu de l’article de Wikipédia en anglais intitulé « Montvale, New Jersey » (voir la liste des auteurs).